# Saison 2019-2020 du Chelsea FC
Maillots
Chronologie
Saison précédente Saison suivante
La saison 2019-2020 du Chelsea FC est la 28e saison du club en Premier League.

## Transferts
| Nom                         | Nationalité        | Poste          | Transfert          | Période         | Provenance/Destination | Division              |
| --------------------------- | ------------------ | -------------- | ------------------ | --------------- | ---------------------- | --------------------- |
| Arrivées                    |                    |                |                    |                 |                        |                       |
| Christian Pulisic           | États-Unis         | Attaquant      | Retour de prêt     | Mercato d'été   | Borussia Dortmund      | Bundesliga            |
| Mason Mount                 | Angleterre         | Milieu         | Retour de prêt     | Mercato d'été   | Derby County           | Championship          |
| Tammy Abraham               | Angleterre         | Attaquant      | Retour de prêt     | Mercato d'été   | Aston Villa            | Championship          |
| Kurt Zouma                  | France             | Défenseur      | Retour de prêt     | Mercato d'été   | Everton FC             | Premier League        |
| Mateo Kovačić               | Croatie            | Milieu         | Transfert (45 M€)  | Mercato d'été   | Real Madrid            | LaLiga                |
| Bryan Fiabema               | Norvège            | Attaquant      | Transfert (600 K€) | Mercato d'hiver | Tromsø IL              | Eliteserien           |
| Dépenses totales : 45,6 M€  |                    |                |                    |                 |                        |                       |
| Départs                     |                    |                |                    |                 |                        |                       |
| Robert Green                | Angleterre         | Gardien de but | Retraite           | Retraite        | Retraite               | Retraite              |
| Kylian Hazard               | Belgique           | Milieu         | Montant Inconnu    | Mercato d'été   | Cercle Bruges          | Jupiler Pro League    |
| Fankaty Dabo                | Angleterre         | Défenseur      | Transfert (Libre)  | Mercato d'été   | Coventry City          | EFL League One        |
| Eden Hazard                 | Belgique           | Attaquant      | Transfert (115 M€) | Mercato d'été   | Real Madrid            | LaLiga                |
| Ola Aina                    | Nigeria            | Défenseur      | Transfert (9,8 M€) | Mercato d'été   | Torino FC              | Serie A               |
| Bradley Collins             | Angleterre         | Gardien de but | Transfert (Libre)  | Mercato d'été   | Barnsley FC            | Championship          |
| Eduardo                     | Portugal           | Gardien de but | Transfert (Libre)  | Mercato d'été   | SC Braga               | Liga NOS              |
| Jay Dasilva                 | Angleterre         | Défenseur      | Transfert (2,4 M€) | Mercato d'été   | Bristol City           | Championship          |
| Jared Thompson              | Irlande du Nord    | Gardien de but | Montant Inconnu    | Mercato d'été   | Exeter City            | EFL League Two        |
| Victorien Angban            | Côte d'Ivoire      | Milieu         | Transfert (6 M€)   | Mercato d'été   | FC Metz                | Ligue 1               |
| Tomáš Kalas                 | République tchèque | Défenseur      | Transfert (9 M€)   | Mercato d'été   | Bristol City           | Championship          |
| Ruben Sammut                | Écosse             | Milieu         | Transfert (Libre)  | Mercato d'été   | Sunderland             | EFL League One        |
| Marcin Bulka                | Pologne            | Gardien de but | Transfert (Libre)  | Mercato d'été   | Paris Saint-Germain    | Ligue 1               |
| Renedi Masampu              | Angleterre         | Défenseur      | Transfert (Libre)  | Mercato d'été   | Whyteleafe FC          | Isthmian League       |
| Martell Taylor-Crossdale    | Angleterre         | Attaquant      | Transfert (Libre)  | Mercato d'été   | Fulham FC              | Championship          |
| Daishawn Redan              | Pays-Bas           | Attaquant      | Transfert (2,7 M€) | Mercato d'été   | Hertha Berlin          | Bundesliga            |
| Josimar Quintero            | Colombie           | Milieu         | Transfert (Libre)  | Mercato d'été   | RCD Espanyol B         | Segunda División RFEF |
| Todd Kane                   | Angleterre         | Défenseur      | Transfert (Libre)  | Mercato d'été   | Queens Park Rangers    | Championship          |
| Kyle Scott                  | États-Unis         | Milieu         | Transfert (Libre)  | Mercato d'été   | Newcastle United       | Premier League        |
| Kasey Palmer                | États-Unis         | Milieu         | Transfert (3,8 M€) | Mercato d'été   | Bristol City           | Championship          |
| Gary Cahill                 | Angleterre         | Défenseur      | Transfert (Libre)  | Mercato d'été   | Crystal Palace         | Premier League        |
| David Luiz                  | Brésil             | Défenseur      | Transfert (8,7 M€) | Mercato d'été   | Arsenal FC             | Premier League        |
| Kenneth Omeruo              | Nigeria            | Défenseur      | Transfert (5 M€)   | Mercato d'été   | CD Leganés             | LaLiga                |
| Joseph Colley               | Suède              | Défenseur      | Transfert (Libre)  | Mercato d'été   | Chievo Vérone          | Serie B               |
| Michael Hector              | Jamaïque           | Défenseur      | Transfert (5,9 M€) | Mercato d'hiver | Fulham FC              | Championship          |
| Clinton Mola                | Angleterre         | Milieu         | Transfert (400 K€) | Mercato d'hiver | VfB Stuttgart          | 2.Bundesliga          |
| Tariq Lamptey               | Angleterre         | Défenseur      | Transfert (1,2 M€) | Mercato d'hiver | Brighton & Hove Albion | Premier League        |
| Recettes totales : 169,9 M€ |                    |                |                    |                 |                        |                       |

## Maillots

### Maillots joueurs
Le maillot domicile, extérieur et third pour la saison 2019-2020 :
| Domicile | Domicile alt. | Domicile spécial | Domicile 2020-21 | Extérieur | Extérieur alt. | Extérieur 2020-21 | Extérieur 2018-19 | Third | Third alt. |

| Domicile | Domicile alt. | Domicile spécial | Domicile 2020-21 | Extérieur | Extérieur alt. | Extérieur 2020-21 | Extérieur 2018-19 | Third | Third alt. |

### Maillots gardiens
| 1re Tenue | 2e Tenue | 3e Tenue | 4e Tenue | 5e Tenue | 1re Tenue 2020-21 | 2e Tenue 2020-21 | 3e Tenue 2020-21 |

| 1re Tenue | 2e Tenue | 3e Tenue | 4e Tenue | 5e Tenue | 1re Tenue 2020-21 | 2e Tenue 2020-21 | 3e Tenue 2020-21 |

## Encadrement Technique
| Position                         | Staff            |
| -------------------------------- | ---------------- |
| Entraineur                       | Frank Lampard    |
| Entraineurs Adjoints             | Jody Morris      |
| Entraineurs Adjoints             | Joe Edwards      |
| Entraineurs Adjoints             | Chris Jones      |
| Entraineurs des Gardiens         | Henrique Hilário |
| Entraineurs Adjoint des Gardiens | James Russell    |

## Effectif de la saison

### Joueurs et encadrement technique
Le premier tableau liste l'effectif professionnel du Chelsea FC pour la saison 2019-2020. Le second recense les prêts effectués par le club lors de cette même saison.

### Joueurs prêtés
Le tableau suivant liste les joueurs en prêt pour la saison 2019-2020.
| N°    | P. | Nat.                      | Nom                | Date de naissance   | Sélection          | Club en prêt       |
| ----- | -- | ------------------------- | ------------------ | ------------------- | ------------------ | ------------------ |
| Ete   |    |                           |                    |                     |                    |                    |
| —     | G  | Drapeau de l'Angleterre   | Nathan Baxter      | 08/11/1998 (26 ans) | –                  | Ross County        |
| —     | G  | Drapeau de l'Angleterre   | Jamal Blackman     | 27/10/1993 (31 ans) | –                  | Vitesse Arnhem     |
| —     | D  | Drapeau de l'Angleterre   | Richard Nartey     | 06/09/1998 (26 ans) | –                  | Burton Albion      |
| —     | D  | Drapeau du pays de Galles | Ethan Ampadu       | 14/09/2000 (24 ans) | Pays de Galles     | RB Leipzig         |
| —     | D  | Drapeau de l'Angleterre   | Jake Clarke-Salter | 22/09/1997 (27 ans) | Angleterre espoirs | Birmingham City    |
| —     | D  | Drapeau des États-Unis    | Matt Miazga        | 19/07/1995 (29 ans) | États-Unis         | Reading            |
| —     | D  | Drapeau de l'Angleterre   | Dujon Sterling     | 24/10/1999 (25 ans) | Angleterre U19     | Wigan Athletic     |
| —     | D  | Drapeau de l'Angleterre   | Josh Grant         | 11/10/1998 (26 ans) | –                  | Plymouth Argyle    |
| —     | D  | Drapeau de l'Italie       | Davide Zappacosta  | 11/06/1992 (32 ans) | Italie             | AS Roma            |
| —     | D  | Drapeau des Pays-Bas      | Juan Castillo      | 13/01/2000 (25 ans) | Pays-Bas U20       | Jong Ajax          |
| —     | D  | Drapeau du Ghana          | Baba Rahman        | 02/07/1994 (30 ans) | Ghana              | RCD Majorque       |
| —     | D  | Drapeau de l'Angleterre   | Trevoh Chalobah    | 05/07/1999 (25 ans) | Angleterre U20     | Huddersfield Town  |
| —     | M  | Drapeau du Nigeria        | Victor Moses       | 19/07/1990 (34 ans) | Nigeria            | Fenerbahçe SK      |
| —     | M  | Drapeau de la Croatie     | Mario Pašalić      | 09/02/1995 (30 ans) | Croatie            | Atalanta Bergame   |
| —     | M  | Drapeau de la Belgique    | Charly Musonda Jr  | 15/10/1996 (28 ans) | Belgique espoirs   | Vitesse Arnhem     |
| —     | M  | Drapeau du Brésil         | Nathan             | 13/03/1996 (29 ans) | Brésil U20         | Atlético Mineiro   |
| —     | M  | Drapeau de l'Angleterre   | Luke McCormick     | 21/01/1999 (26 ans) | –                  | Shrewsbury Town    |
| —     | M  | Drapeau de l'Angleterre   | Lewis Baker        | 25/04/1995 (29 ans) | Angleterre espoirs | Fortuna Düsseldorf |
| —     | M  | Drapeau de l'Angleterre   | Conor Gallagher    | 06/02/2000 (25 ans) | Angleterre espoirs | Charlton Athletic  |
| —     | M  | Drapeau de l'Angleterre   | Jacob Maddox       | 03/11/1998 (26 ans) | –                  | Tranmere Rovers    |
| —     | M  | Drapeau de l'Angleterre   | Danny Drinkwater   | 05/03/1990 (35 ans) | Angleterre         | Burnley FC         |
| —     | M  | Drapeau de la France      | Tiémoué Bakayoko   | 17/08/1994 (30 ans) | France             | AS Monaco          |
| —     | M  | Drapeau de la Croatie     | Danilo Pantić      | 26/10/1996 (28 ans) | Serbie espoirs     | Fehérvár FC        |
| —     | M  | Drapeau du Brésil         | Kenedy             | 08/02/1996 (29 ans) | Brésil U23         | Getafe CF          |
| —     | A  | Drapeau de l'Espagne      | Álvaro Morata      | 23/10/1992 (32 ans) | Espagne            | Atlético Madrid    |
| —     | A  | Drapeau de l'Angleterre   | Ike Ugbo           | 21/09/1998 (26 ans) | Angleterre U20     | Roda JC            |
| —     | A  | Drapeau de l'Angleterre   | Isaiah Brown       | 07/01/1997 (28 ans) | –                  | Luton Town         |
| —     | A  | Drapeau du Brésil         | Lucas Piazón       | 20/01/1994 (31 ans) | Brésil U23         | Rio Ave FC         |
| Hiver |    |                           |                    |                     |                    |                    |
| —     | G  | Drapeau de l'Angleterre   | Jamal Blackman     | 27/10/1993 (31 ans) | –                  | Bristol Rovers     |
| —     | D  | Drapeau de l'Angleterre   | Marc Guehi         | 13/07/2000 (24 ans) | Angleterre espoirs | Swansea City       |
| —     | M  | Drapeau de l'Angleterre   | Danny Drinkwater   | 05/03/1990 (35 ans) | Angleterre         | Aston Villa        |
| —     | M  | Drapeau de l'Angleterre   | Conor Gallagher    | 06/02/2000 (25 ans) | Angleterre espoirs | Swansea City       |
| —     | M  | Drapeau du Nigeria        | Victor Moses       | 19/07/1990 (34 ans) | Nigeria            | Inter Milan        |
| —     | M  | Drapeau de l'Angleterre   | George McEachran   | 30/08/2000 (24 ans) | Angleterre U19     | SC Cambuur         |
| —     | M  | Drapeau de l'Angleterre   | Jacob Maddox       | 03/11/1998 (26 ans) | –                  | Southampton        |
| —     | A  | Drapeau de l'Angleterre   | Charlie Brown      | 23/09/1999 (25 ans) | –                  | Royale Union SG    |

## Compétitions
| Premier League     | Supercoupe de l'UEFA                             | EFL Cup                                  | FA Cup                           | Ligue des Champions                                       |
| ------------------ | ------------------------------------------------ | ---------------------------------------- | -------------------------------- | --------------------------------------------------------- |
| 4e place 66 points | Finale contre Liverpool FC (2 - 2) - (5 - 4) tab | 5e Tour contre Manchester United (1 - 2) | Finale contre Arsenal FC (2 - 1) | Huitième de finale contre Bayern Munich (0 - 3) - (4 - 1) |
| 20V 6N 12D         | 0V 1N 0D                                         | 1V 0N 1D                                 | 5V 0N 1D                         | 3V 2N 3D                                                  |
| TOTAL: 29V 9N 17D  |                                                  |                                          |                                  |                                                           |

### Premier League

#### Classement actuel
| Rang | Équipe                | Pts | J  | G  | N  | P  | Bp  | Bc | Diff | Qualification ou relégation                                             |
| ---- | --------------------- | --- | -- | -- | -- | -- | --- | -- | ---- | ----------------------------------------------------------------------- |
| 2    | Manchester City T S L | 81  | 38 | 26 | 3  | 9  | 102 | 35 | +67  | Qualification pour la phase de groupes de la Ligue des champions        |
| 3    | Manchester United     | 66  | 38 | 18 | 12 | 8  | 66  | 36 | +30  | Qualification pour la phase de groupes de la Ligue des champions        |
| 4    | Chelsea FC            | 66  | 38 | 20 | 6  | 12 | 69  | 54 | +15  | Qualification pour la phase de groupes de la Ligue des champions        |
| 5    | Leicester City        | 62  | 38 | 18 | 8  | 12 | 67  | 41 | +26  | Qualification pour la phase de groupes de la Ligue Europa               |
| 6    | Tottenham Hotspur     | 59  | 38 | 16 | 11 | 11 | 61  | 47 | +14  | Qualification pour le deuxième tour de qualification de la Ligue Europa |

1. ↑  Manchester City a été banni de toutes les compétitions interclubs de l'UEFA pour les saisons 2020-2021 et 2021-2022 par l'instance de contrôle financier des clubs de l'UEFA depuis le 14 février 2020 en raison de violations du Fair-play financier.[6] La décision a été portée en appel devant le Tribunal arbitral du sport (TAS) depuis le 26 février 2020.[7]. Le 13 juillet 2020, le TAS décide d'annuler la suspension du fair-play financier mais le club doit payer une amende de 10 millions d'euros[8]
2. ↑  Depuis que le vainqueur de la Carabao Cup, Manchester City est qualifié pour la prochaine Ligue des Champions, la place donnée au vainqueur de la Carabao Cup (Deuxième tour de qualification de la Ligue Europa) sera donné à la sixième place du classement.